# Giovanni Contarini
Pour les articles homonymes, voir Contarini.
Giovanni Contarini (1549 – 1605) fut un peintre vénitien de la fin de la Renaissance, dans la seconde moitié du XVIe siècle.

## Biographie
Né à Venise Contarini fut un contemporain de Palma le Jeune. Il étudia beaucoup les œuvres du Tintoret et du Titien, surtout de ce dernier, dont il passe pour un imitateur très fidèle. Une anecdote rapporte qu'il était si fidèle dans ses portraits qu'en voyant celui qu'il avait tiré de Marco Dolce les chiens de ce dernier lui firent fête comme si c'était leur maître.
Maniériste, aimable et agréable, et elle se distingue par ses riches coloris à la manière du Titien. Ses plus belles peintures sont au Louvre et proviennent du Palais des Doges de Venise. L'une représente une Vierge à l'Enfant avec saint Marc, saint Sébastien, et le Doge de Venise Marino Grimani, agenouillé devant eux. D'autres sont conservées par des musées de Berlin, Florence, Milan, et Vienne, et par de nombreuses églises de Venise.
Giovanni Contarini a également peint des œuvres de chevalet, à sujets mythologiques, traitées correctement mais sans vigueur particulière. Il a décoré les plafonds de nombreux palais vénitiens. Il a passé quelques années à la cour de Rodolphe II du Saint-Empire, dont il fut très estimé et qui le fit chevalier.
Son œuvre a été qualifiée par un écrivain de « mélange de sucre, de crème, de jus de mûre, de rayons de soleil et de velours », mais cette critique est un peu injuste, car une ou deux de celles-ci, comme sa Résurrection, dans l'église vénitienne de San Francesco di Paola peut être considérée comme un chef-d'œuvre.
Il a eu comme élève Tiberio Tinelli, qui devint un portraitiste reconnu.

## Œuvres
- Saint Ambroise chassant les Aryens de Milan, chapelle des Milanais, Église Santa Maria Gloriosa dei Frari, Venise.

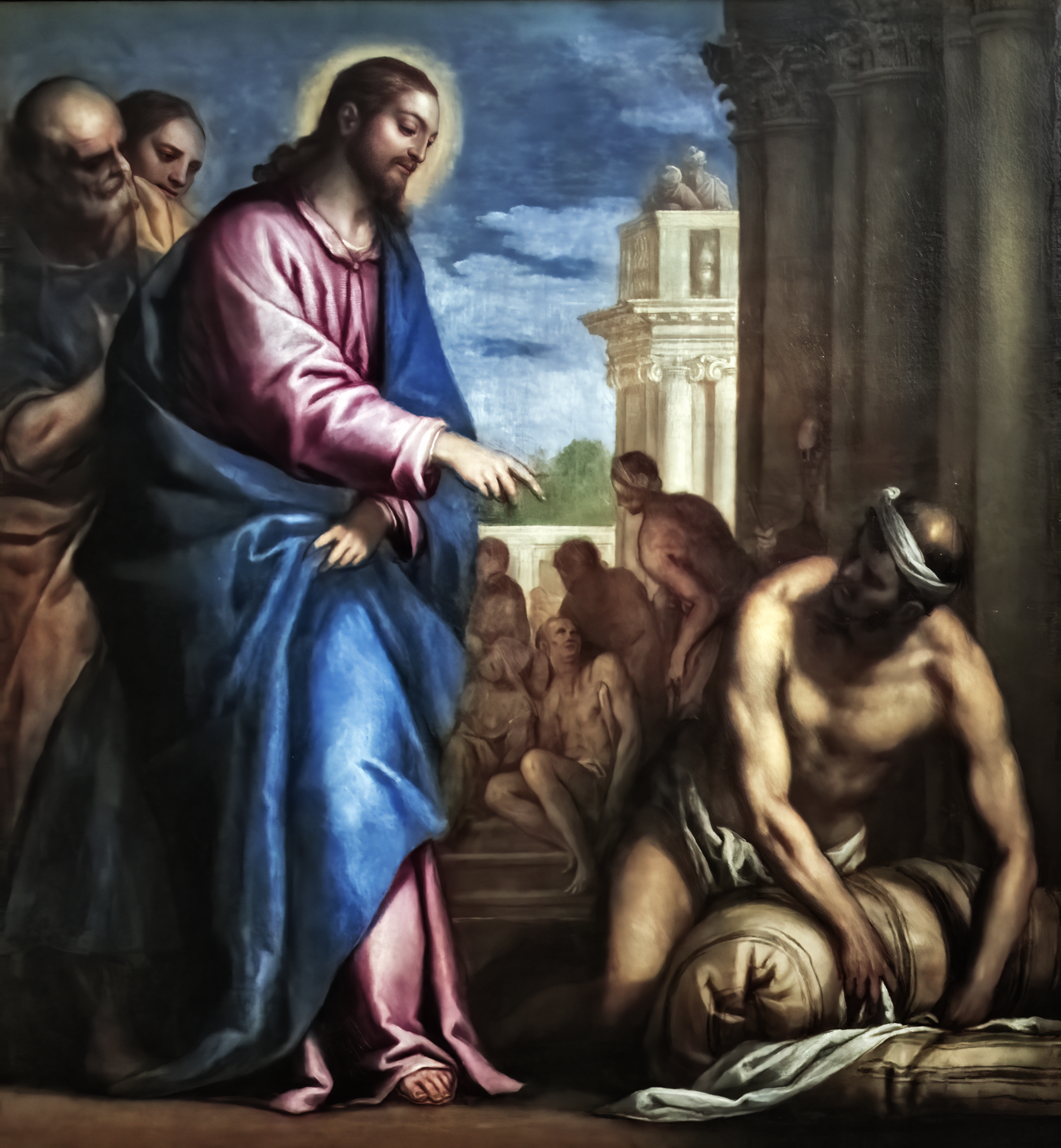
Scène avec le Christ (La Piscine Probatique) - Museo civico di Santa Caterina Trévise

## Sources
G. Williamson, Giovanni Contarini, in The Catholic Encyclopedia, 1908.